# R Leporis
R Leporis (R Lep), auch Hind's Crimson Star, ist ein veränderlicher Stern im namensbildenden Sternbild Lepus, an der Grenze zum Sternbild Eridanus.  Er ist ein deutlich roter Kohlenstoffstern. Er wurde von dem Astronomen J. R. Hind im Jahr 1845 beobachtet und wird deswegen gelegentlich nach ihm benannt.
Die scheinbare Helligkeit von R Leporis variiert zwischen +5,5 und +11,7, mit einer Periode von 418–441 Tagen. Möglicherweise gibt es eine zweite Periode über 40 Jahre. R Leporis ist so weit von der Erde entfernt, als dass lange Zeit eine Entfernungsbestimmung durch Messen der Parallaxe nicht oder nur mit großen Unsicherheiten möglich war, mit dem Anfang der 1990er Jahre betriebenen, auf Parallaxenmessung spezialisierten Satelliten Hipparcos wurde eine Entfernung von 251 +67−44 Parsec und später von 413 +301−122 Parsec ermittelt. Anhand eines berechneten Zusammenhangs zwischen Periodizität und Leuchtkraft konnte auf eine bolometrische Luminosität von 13,200 L☉ geschlossen werden. Durch Vergleich mit der über die Entfernung abnehmenden scheinbaren Helligkeit ergab sich eine Distanz von etwa 1,350 Lichtjahren. Die bolometrische Leuchtkraft entspricht einer tatsächlichen Leuchtkraft von ungefähr dem 6700-fachen der Sonnenleuchtkraft bei einer Temperatur von knapp 3000 K.
Mithilfe des Satelliten Gaia konnte diese Entfernung grob im Jahr 2018 bestätigt, die Genauigkeit und Unsicherheit in Folgemessungen weiter verbessert werden.
Die rote Färbung von R Leporis ist jeweils für etwa einen Monat am stärksten ausgeprägt, wenn er die geringste Helligkeit aufweist – trotzdem ist er dann möglicherweise der am hellsten erscheinende rötlichste Stern. Die Ursache für die besonders rötliche Erscheinung mag in der äußeren Kohlenstoffatmosphäre liegen, die blaues Licht filtert. Der Entdecker, Hind, beschrieb seine Erscheinung „like a drop of blood on a black field.“ Eine erstmals mit dem Atacama Large Millimeter/submillimeter Array mögliche örtlich aufgelöste Abbildung der Atmosphäre zeigte im Jahr 2023 die Verteilung von HCN, dessen Bildung in der Atmosphäre von Kohlenstoffsternen typisch ist, und sich daraus entwickelnde MASER.

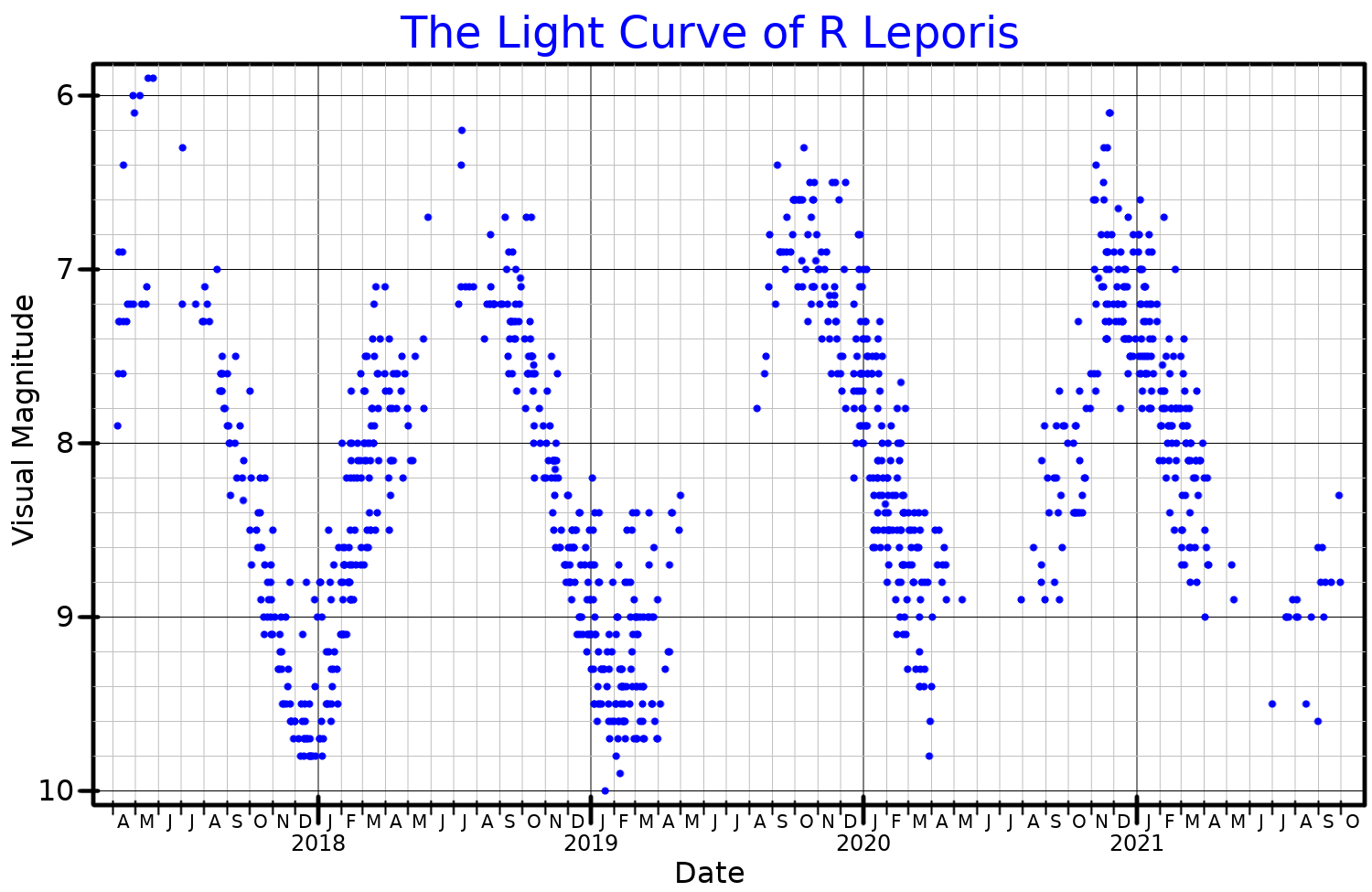
Lichtkurve über die Jahre 2017–2021